# Glaciation huronienne

Image illustrative de la glaciation huronienne.

La glaciation huronienne est un épisode de l'histoire de la Terre qui a débuté il y a 2,4 milliards d'années et s'est terminé il y a 2,1 milliards d'années, durant les périodes du Sidérien et du Rhyacien de l'ère paléoprotérozoïque. C'est l'une des périodes glaciaires les plus froides et les plus longues de l'histoire géologique, similaire aux périodes dites de la Terre boule de neige qui se sont produites durant l'ère Néoprotérozoïque. Les modèles estiment que les températures moyennes de surface au cours de cette période glaciaire se situaient vers - 25 °C,.
Elle permet l'apparition, au cours des périodes interglaciaires, de formes de vie mésophile (vivant préférentiellement à des températures de l'ordre de 20 à 40 °C), correspondant aux cellules eucaryotes actuelles qui ne peuvent vivre à trop haute température comme les bactéries thermophiles.

## Découverte et preuves
L'hypothèse de cette glaciation a été émise par le géologue Arthur Coleman en 1907, à partir d'indices collectés dans un groupe géologique appelé Lower Huronian. Ces couches géologiques sont situées dans la région du lac Huron en Amérique du Nord, où trois niveaux distincts de dépôts glaciaires sont séparés par des sédiments non glaciaires.

## Causes
Deux scénarios ont été avancés pour expliquer cette glaciation :
- le premier fait intervenir la Grande Oxydation, une crise écologique de réaction de l'oxygène avec le méthane atmosphérique. L'oxygène aurait réagi avec le méthane, transformant celui-ci en dioxyde de carbone, produisant un effet de serre trente fois inférieur, d'où une chute de température[5],[6]. Le méthane provoque un effet de serre beaucoup plus puissant que le dioxyde de carbone ;
- l'autre hypothèse postule une accalmie de l'activité volcanique durant 250 millions d'années, entraînant des niveaux moindres de dioxyde de carbone dans l'atmosphère et un effet de serre réduit.